# Usaghade
L'Usaghade és una llengua que es parla a la Regió del Sud-Oest del Camerun i a l'estat de Cross River, al sud-est de Nigèria. Es parla sobretot a la zona costanera del Departament d'Isangele. A Nigèria es parla a la LGA d'Odukpani, a la zona de Calabar.
L'usaghade és una llengua de la subfamília lingüística de les llengües del baix Cross, que formen part de les llengües Benué-Congo. L'usaghade és diferent de l'efik, segons B.Connell.
L'etnologue xifra que el 1990 hi ha 10.000 parlants d'usaghade al Camerun.
El 952% dels okobo-parlants són seguidors de les religions cristianes: l' 11% pertanyen a esglésies evangèliques, el 25% són protestants, el 35% són catòlics i el 40% són d'esglésies independents. El 8% restant són seguidors de religions tradicionals africanes.